# Ozero Dikoje (sjö i Belarus, Minsks voblast, lat 53,69, long 28,49)
Ozero Dikoje (ryska: Озеро Дикое) är en sjö i Belarus.   Den ligger i voblasten Minsks voblast, i den centrala delen av landet, 60 km öster om huvudstaden Minsk. Ozero Dikoje ligger 167 meter över havet.
Omgivningarna runt Ozero Dikoje är en mosaik av jordbruksmark och naturlig växtlighet. Runt Ozero Dikoje är det ganska glesbefolkat, med 24 invånare per kvadratkilometer.